# April Greiman
April Greiman es una diseñadora gráfica, nacida en Estados Unidos en 1948. 
Comenzó sus estudios en el Kansas City Art Institute a finales de los sesenta para completarlos durante dos intensos años en la Kunstgewerbeschule de Basilea con el influyente Wolfgang Weingart. En aquellos años Weingart comenzaba a poner en cuestión algunos de los principios que habían inspirado la metodología del Movimiento Moderno como el rígido uso de la retícula o la intocable pureza del espacio bidimensional. 
A mediados de los años setenta, Greiman comenzó a trabajar para el Taxi Project del Museum of Modern Art en Nueva York diseñando las publicaciones y demás elementos de promoción. En 1976 se trasladó a Los Ángeles para colaborar con el California Institute of Art donde conoció al fotógrafo Jayme Odgers y se interesó por la fotografía experimental y los ordenadores. Greiman creó una iconografía muy particular en su impresos para el California Institute of Art plenamente relacionado con lo que después se conocería como New Wave, una corriente que definitivamente rompía con las corrientes más académicas del diseño gráfico. Esta corriente estaba influenciada por el punk y el lenguaje posmoderno, que a su vez fueron influenciados por el surgimiento del diseño polaco, el cual incitaba a la libertad y a la identidad propia.  
April, tomando la libertad de diseño de la New Wave, jugó con las técnicas y la imaginación, naciendo así su estilo. Su concepción del diseño concibe la página como si esta fuera un espacio tridimensional donde la tipografía, la fotografía y el resto de los elementos se mezclaran felizmente sin jerarquías y en un complejo orden. Fue pionera en el diseño gráfico digital, a partir de 1984 comienza a utilizar de formar sistemática el ordenador personal en su trabajo utilizando imágenes en baja resolución y tipografía bitmap, una forma de trabajo que puede relacionarla con otros creadores europeos como Terry Jones.  

## Libros de April Greiman
- Hybrid Imaginery: the Fusion of Technology and Graphic Design. Londres, 1990.